# صالح زكريا
صالح زكريا ، (1943-) لاعب كرة قدم سابق ومدرب كرة قدم حالي ويلقب بشيخ المدربين.

## سيرته مختصرة
ولد المدرب واللاعب صالح احمد محمد صالح الخميس والمعروف بصالح زكريا في الكويت عام (1943) وبدا بالتدريب مع نادي الجهراء في الثمانينات ، وأعد لهم فريق استطاع أن يفوز بلقب الدوري الكويتي تحت قيادة المدرب الصربي غوران ، وأشرف على تدريب نادي الكويت وقاده إلى إحراز كأس ولي العهد عام 2003.

## مسيرته مع المنتخب
شغل منصب مدرب منتخب الكويت لكرة القدم ، وهو مدرب لديه قدره عاليه في التفكير، وسبق أن درب منتخب الكويت لكرة القدم في كأس الخليج 1986 ولكنه يعود مرة أخرى إلى تدريبه في كأس الخليج 2007. وهذا المدرب لديه فكر عالي عما يجري بكأس الخليج خصوصا أنه درب الكويت منذ إثنا عشر عاما ، وهو يعتمد دائما على المواهب الشابة، فقد دفع بعادل عباس (17 سنة) في نهائي كأس الأمير 1980 ، وفي يوم 15 ديسمبر 2008 تم تعيينه مدربا لنادي السالمية  ومساعده عيسى فلاح ، وفي يوم 16 ديسمبر 2008 قاد تدريبه الأول مع الفريق.

## شهرته
كان يشتهر بأنه يرتدي الزي الوطني على دكة الاحتياط (الغترة والعقال).